# Consiglio internazionale per i monumenti e i siti
Il Consiglio internazionale per i monumenti e i siti (noto anche con l'acronimo ICOMOS dall'inglese International Council on Monuments and Sites) è una organizzazione internazionale non governativa che ha principalmente lo scopo di promuovere la teoria, la metodologia e le tecnologie applicate alla conservazione, alla protezione e alla valorizzazione dei monumenti e dei siti di interesse culturale.

## Storia
L'ICOMOS è stato fondato nel 1965 a Varsavia come risultato della Carta di Venezia del 1964 e fornisce consulenza al Comitato del patrimonio mondiale dell'UNESCO sui Patrimoni dell'umanità. Il suo quartier generale è in Charenton-le-Pont in prossimità di Parigi.
Ne fanno parte oltre 10.100 membri, provenienti da 153 diversi paesi, 110 Comitati Nazionali e 28 International Scientific Committees ed esperti di diverse discipline: architetti, storici, archeologi, storici dell'arte, geografi, antropologi, ingegneri e urbanisti.
L'attuale Board (periodo 2020 - 2023) è costituito da:
- President: Teresa Patricio (Belgio)
- Secretary General: Mario Santana (Canada)
- Treasurer General: Pamela Jerome (USA)

## ICOMOS Italia
Fondata nel 1965, registrata il 9 maggio 1974 in Roma con atto per Notar Vincenzo Papi da Pietro Gazzola, Architetto, Guglielmo De Angelis d'Ossat, Professore di Università Vincenzo Di Gioia, Ingegnere Pietro Sanpaolesi, Professore di Università Giorgio Simoncini, Professore di Università. Fa parte dell'Organizzazione Internazionale non governativa (OING) ICOMOS con sede in Parigi. L'Associazione ha sede in Roma alla Via di San Michele n.13, può istituire sedi operative in Italia e si articola in sezioni territoriali regionali.
Presidenti ICOMOS Italia
1975/1978 Prof. Arch. Guglielmo De Angelis d’Ossat
1978/1981–1981/1984 Prof. Ing. Roberto Di Stefano
1984/1987–1987/1990–1990/1993 Prof. Arch. Mario Roggero
1993/1996–1996/1999 Prof. Arch. Gian Franco Borsi
1999/2002 Prof. Ing. Roberto Di Stefano
2002/2005–2005/2007 Prof. Ing. Arch. Marco Dezzi Bardeschi
2007/2010–2011/2013–2014/2016 Ing. Arch. Maurizio Di Stefano
2017/2019 Arch.Pietro Laureano 2020/2022 Ing.Arch. Maurizio Di Stefano

Presidenti Onorari ICOMOS Italia
1991 Prof. Ing. Roberto Di Stefano
2014 Prof. Salvatore Settis
Presidenti Emeriti ICOMOS Italia
2017 Ing. Arch. Maurizio Di Stefano
Membri Italiani ICOMOS Academy
dal 2009 Prof. Arch. Rosa Anna Genovese
dal 2014 Ambasciatore Francesco Caruso
Presidenti Italiani ICOMOS International
1987/1990 Prof. Ing. Roberto Di Stefano
Honorary Members of ICOMOS International
1981  Prof. Arch.Guglielmo De Angelis d’Ossat
2011 Prof. Arch.Mario Federico Roggero
2014  Prof. Ing. Roberto Di Stefano